# Gasfabriek (Ede)
De Gasfabriek in Ede is het monumentale overblijfsel van een traditionele gasfabriek uit het begin van de 20ste eeuw. Het complex werd gebruikt voor de productie van lichtgas. Het terrein is gelegen aan de Schaapsweg in de Gelderse plaats Ede. Het is een rijksmonument.

## Geschiedenis
De gasfabriek werd gebouwd in 1904. Dit is nog te zien aan de voorgevel waar het volgende opschrift is vermeld: "gemeente Gasfabriek 1904". Het complex is ontworpen door gemeentearchitect H. Noordman Kzn. en bestond uit een stokerij voor natte en droge zuivering, twee zuiverhuizen, een condensgebouw, een kantoor, een werkplaats en een dienstwoning. Deze gebouwen zijn tegenwoordig nog allemaal in vrijwel oorspronkelijke staat. Aanvankelijk waren er ook nog een kolenloods en een gashouder, maar deze zijn gesloopt.

### Sluiting
Toen in 1959 het aardgasveld van Slochteren werd ontdekt, schakelde Nederland over op aardgas en werden de gasfabrieken overbodig. De fabriek in Ede heeft dienstgedaan tot in de jaren zestig. Na de sluiting werd het terrein lange tijd gebruikt door gemeentewerken, waarna het een tijdlang ongebruikt lag. Het terrein was onbruikbaar in verband met bodemverontreiniging.

## Herinrichting van het gebied
De provincie Gelderland saneerde samen met de eigenaar van het terrein, energiebedrijf Nuon, de bodem van het oude gasfabriekterrein. Hierdoor werd de grond weer geschikt voor herinrichting. Het terrein werd verkocht aan een projectontwikkelaar en in 2009 is een nieuwbouwproject gestart met de toepasselijke naam: "De Fabrieck". Hierbij is rekening gehouden met de monumentale status. In 2012 werd in het pand van de gasfabriek "De Herbergier" geopend, een wooninitiatief voor mensen met geheugenproblemen.

## Afbeeldingen

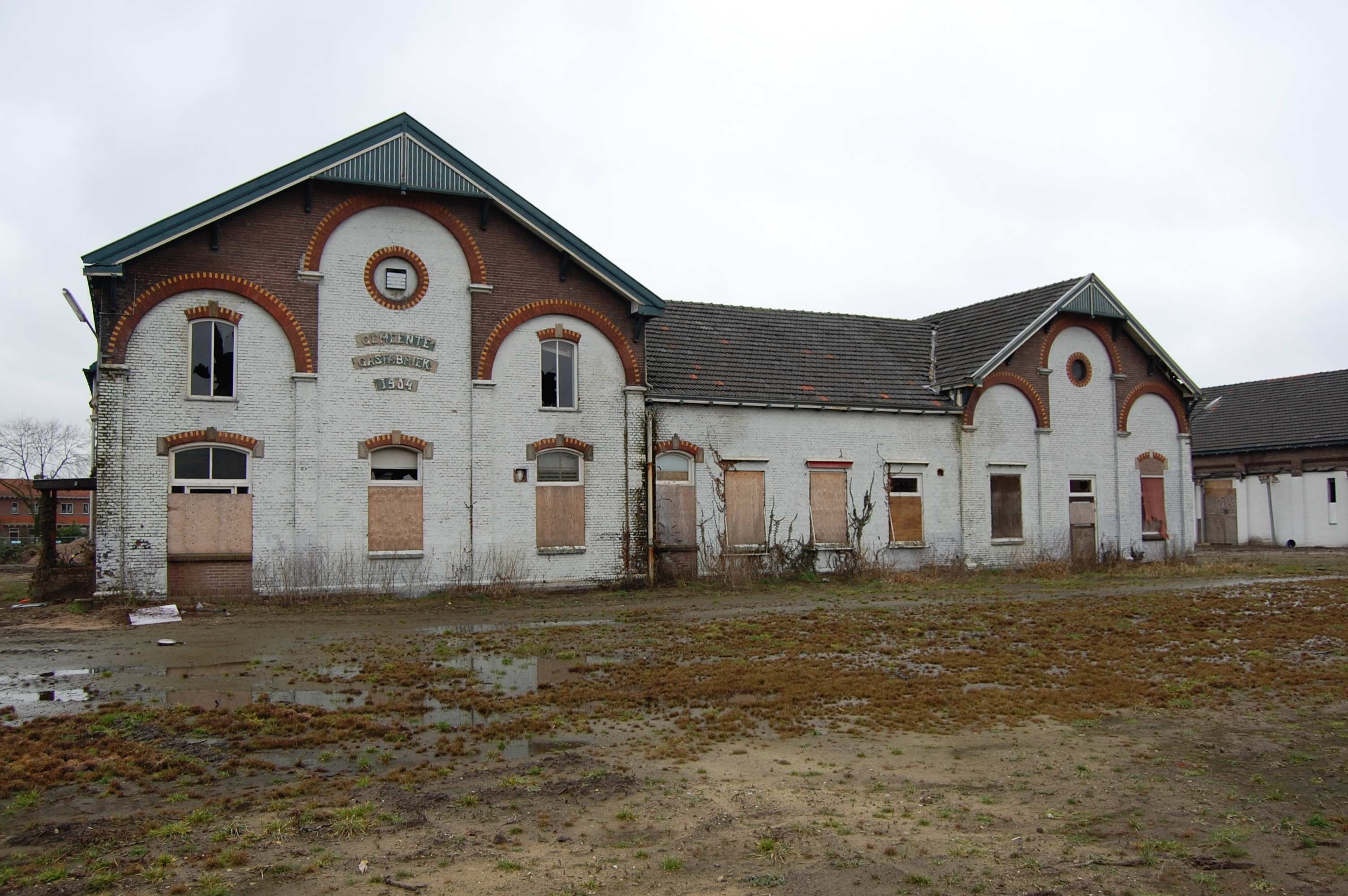
Gasfabriek (2009)
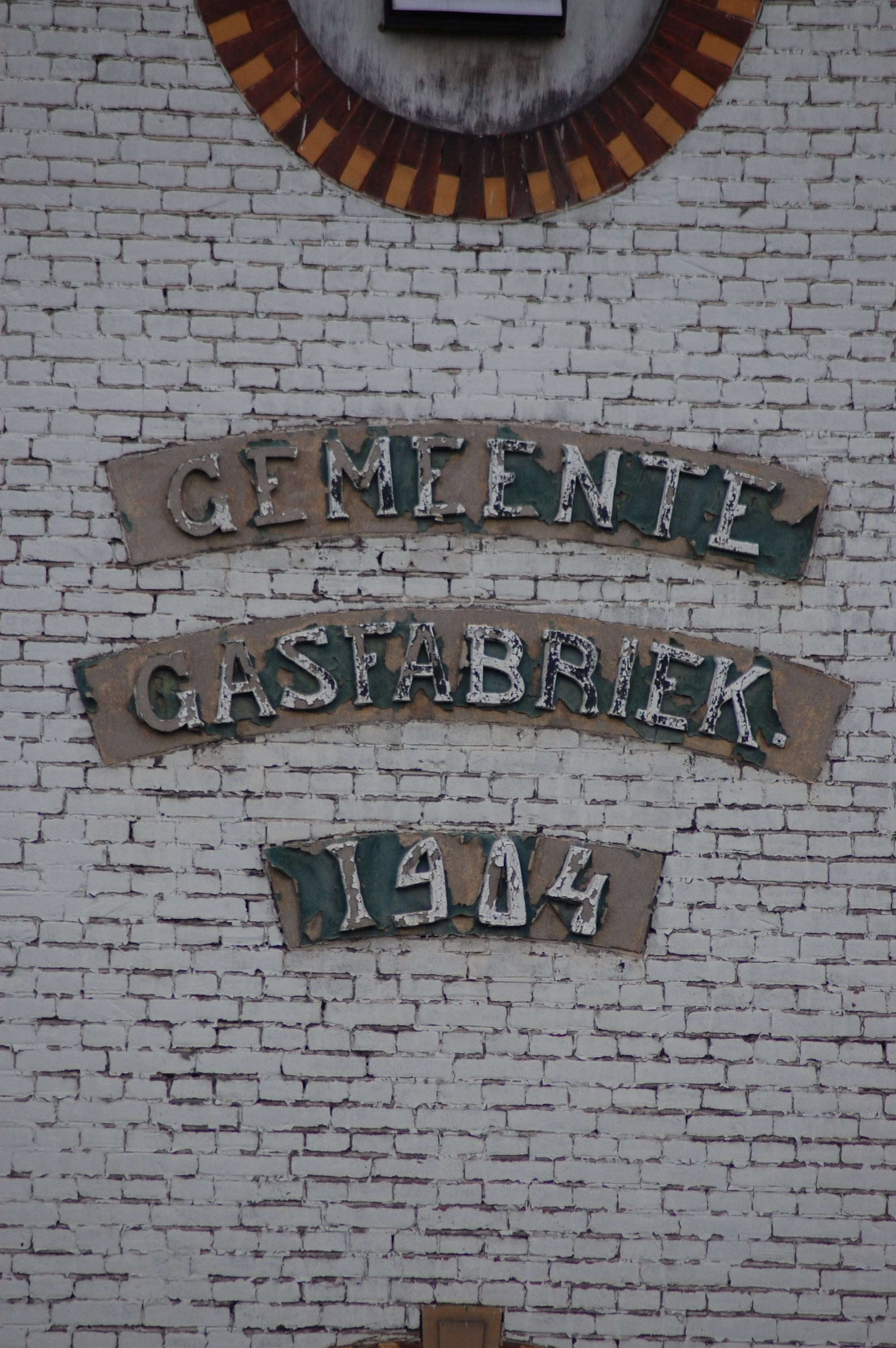
Geveltekst
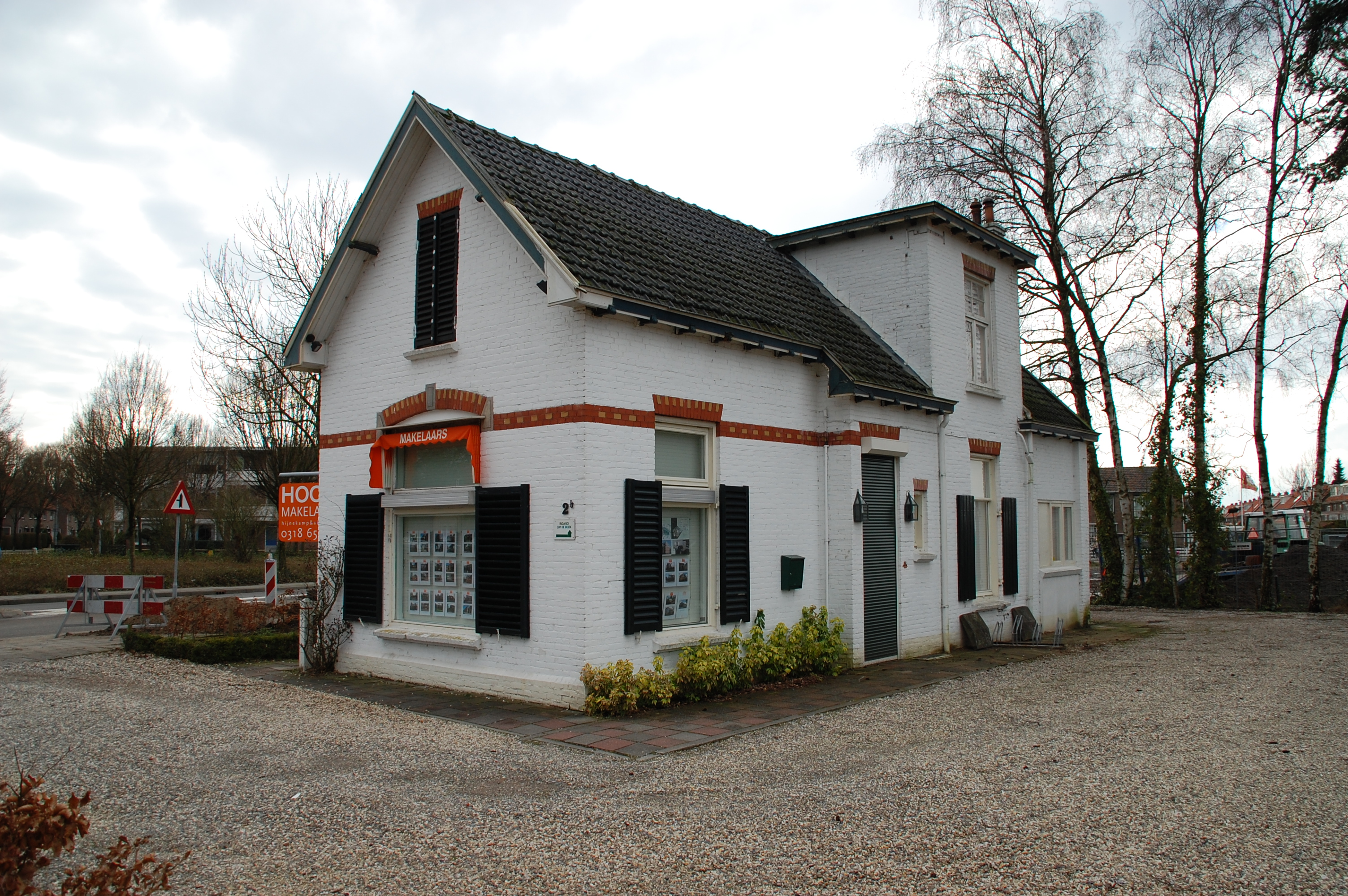
Zuiverhuis
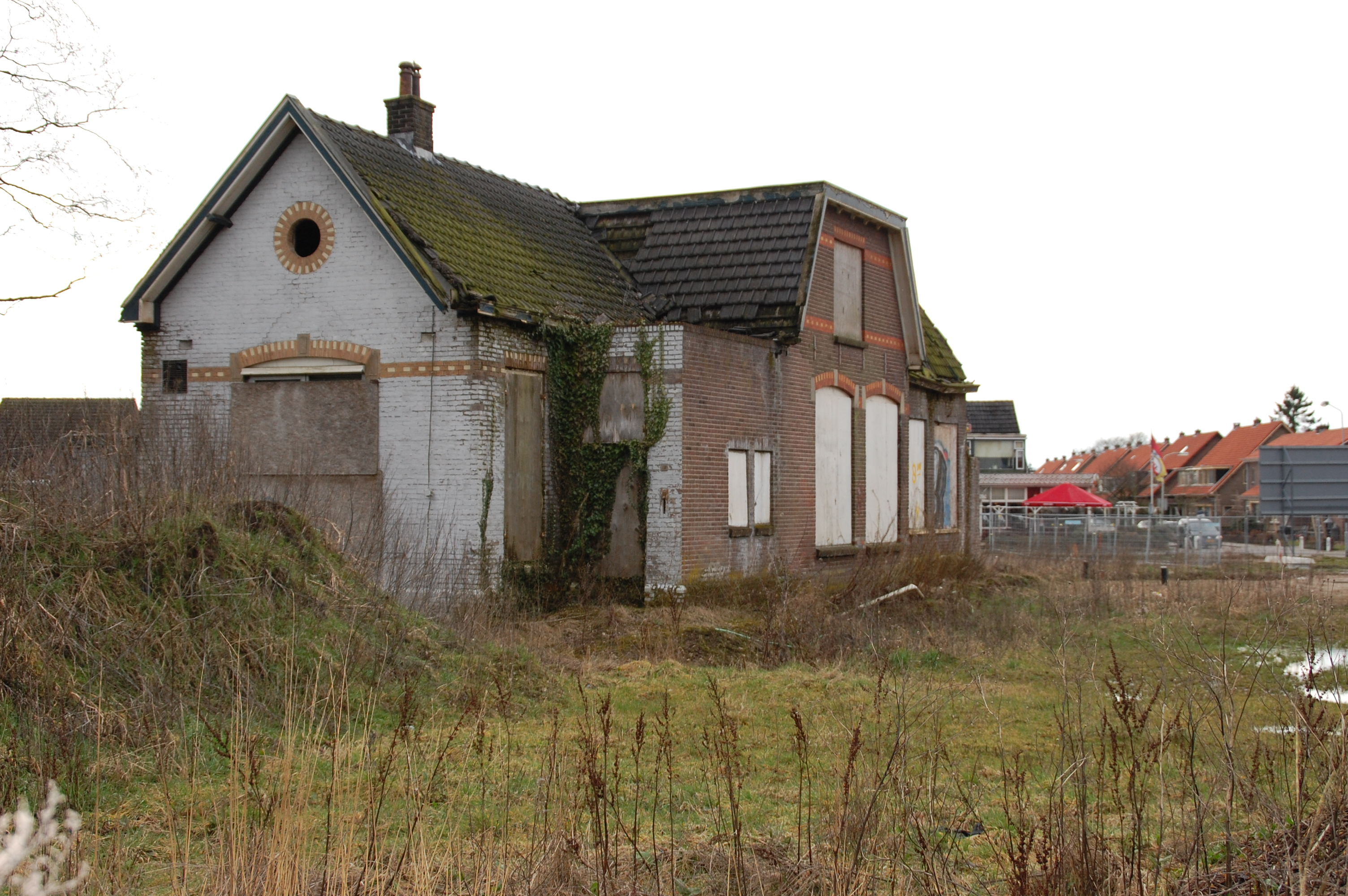
kantoor en werkplaats